# Xylopia micrantha
Xylopia micrantha este o specie de plante angiosperme din genul Xylopia, familia Annonaceae, descrisă de Rudolph Herman Scheffer. Conform Catalogue of Life specia Xylopia micrantha nu are subspecii cunoscute.